# Carmencita (película de 1894)
Carmencita es una película corta documental muda en blanco y negro de 1894 dirigida y producida por William Kennedy Dickson, inventor escocés acreditado con la invención de la cámara de cine siendo empleado de Thomas Edison. La película se titula así por la bailarina a la que se ve actuar en ella.
Este es uno de una serie de cortometrajes de Edison filmados con números de circo y de vodevil. Presenta este corto a una bailarina con una rutina que había estado ejecutando en Koster and Bial's Music Hall en la ciudad de Nueva York desde febrero de 1890. Según el historiador de cine Charles Musser, Carmencita fue la primera mujer en aparecer en una película en los Estados Unidos.